# Achillea oxyloba
Il millefoglio dei macereti (nome scientifico  Achillea oxyloba   (DC.) Sch.Bip., 1855) è una specie di pianta angiosperma dicotiledone della famiglia delle Asteraceae (sottofamiglia Asteroideae, tribù Anthemideae (Eurasian grade) e sottotribù Matricariinae).

## Etimologia
Il nome del genere è stato fissato da Linneo e deriva dalla credenza che Achille avesse usato queste piante durante l'assedio di Troia (così racconta Plinio) per curare le ferite insanabili di Telefo, dietro consiglio di Venere, avendo appreso da Chirone le virtù medicinali delle stesse.. L'epiteto specifico (oxyloba) è formato da due parole greche "oxys" (= acuto) e "lobos" (= lobo).
Il nome scientifico della specie è stato definito dai botanici Augustin Pyramus de Candolle (1778-1841) e Carl Heinrich Schultz (1805-1867) nella pubblicazione " Flora; oder, (allgemeine) botanische Zeitung. Regensburg, Jena" (Flora 38: 15.) del 1855.

## Descrizione

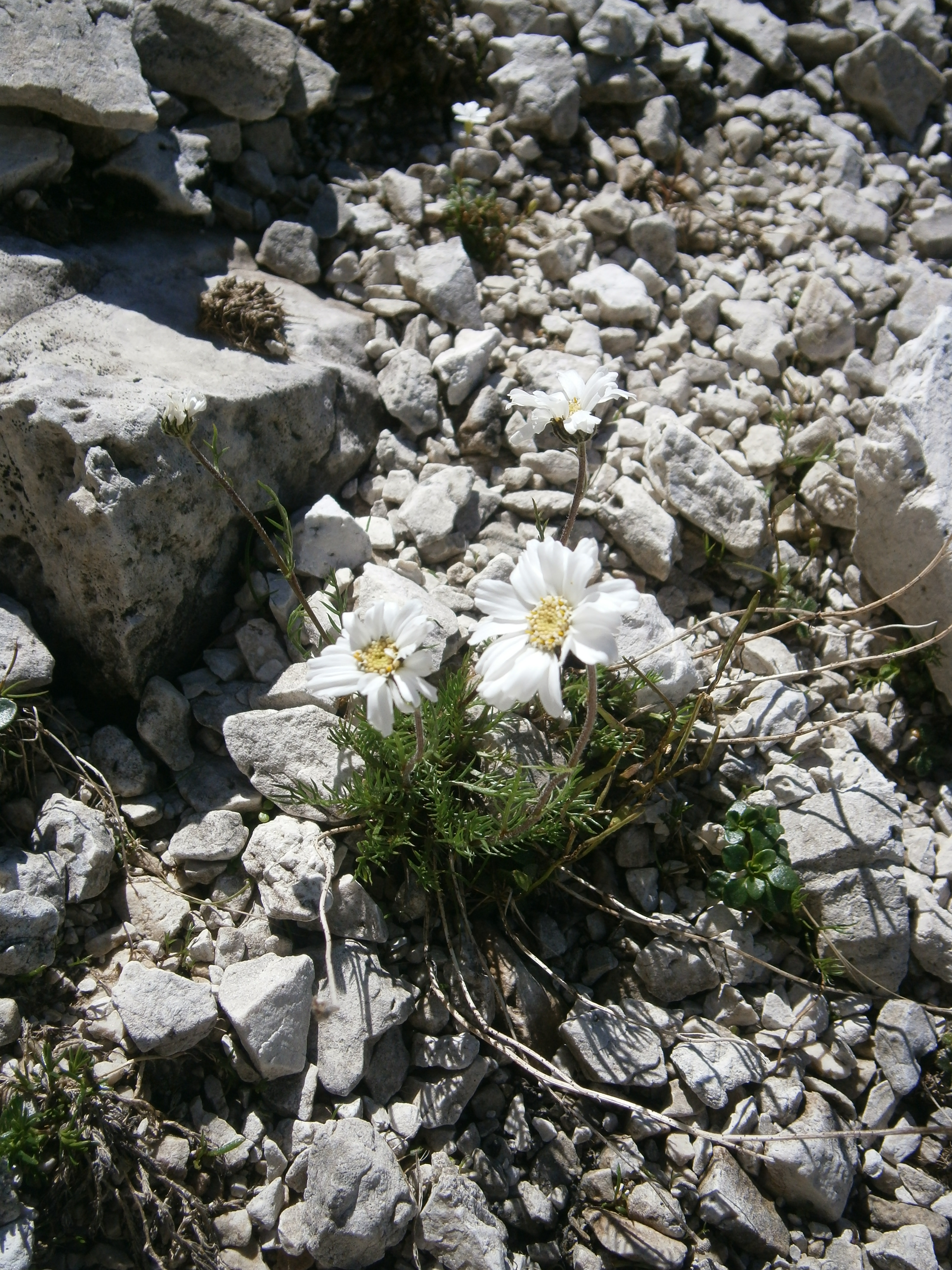
Il portamento

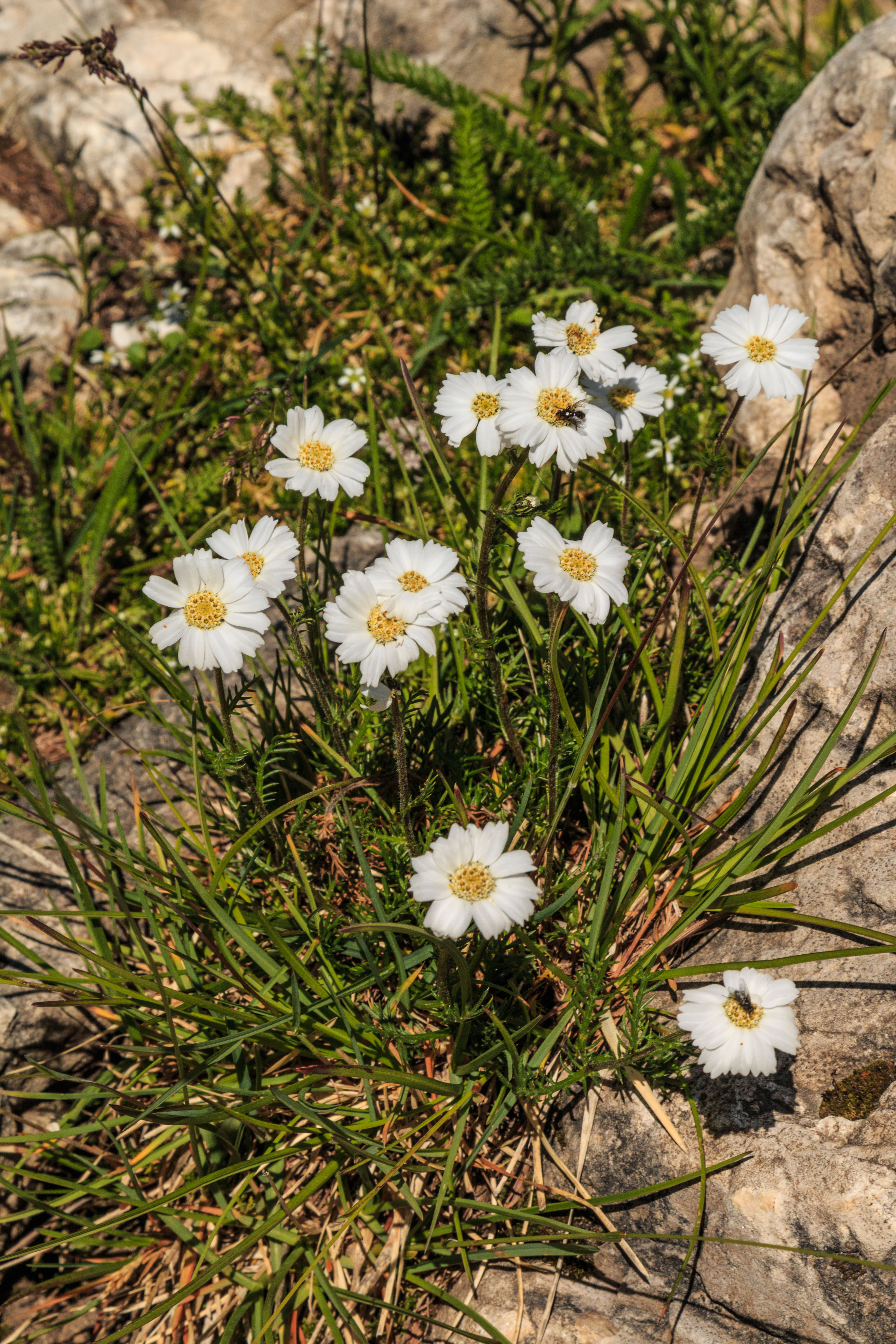
Le foglie

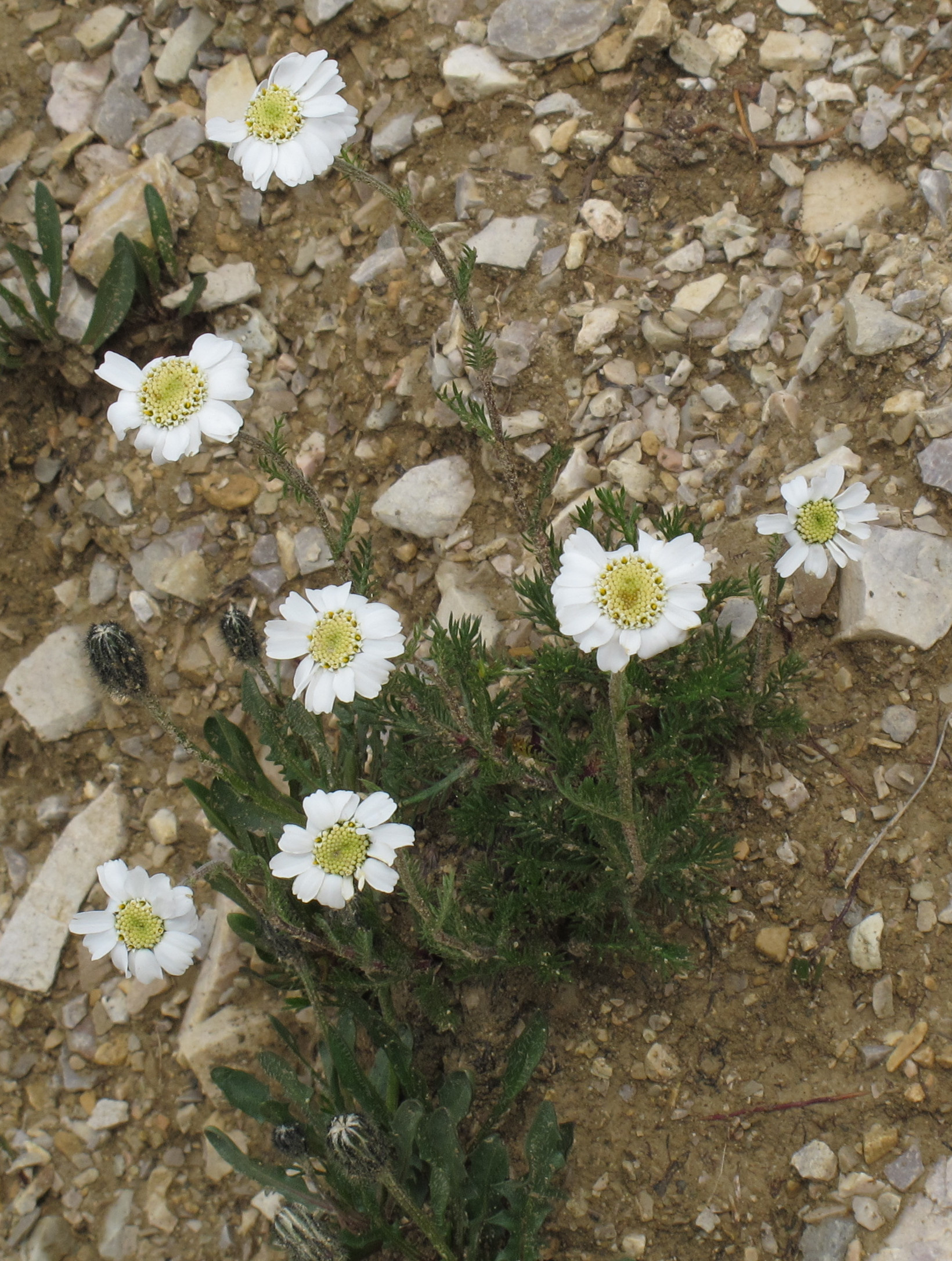
Infiorescenza

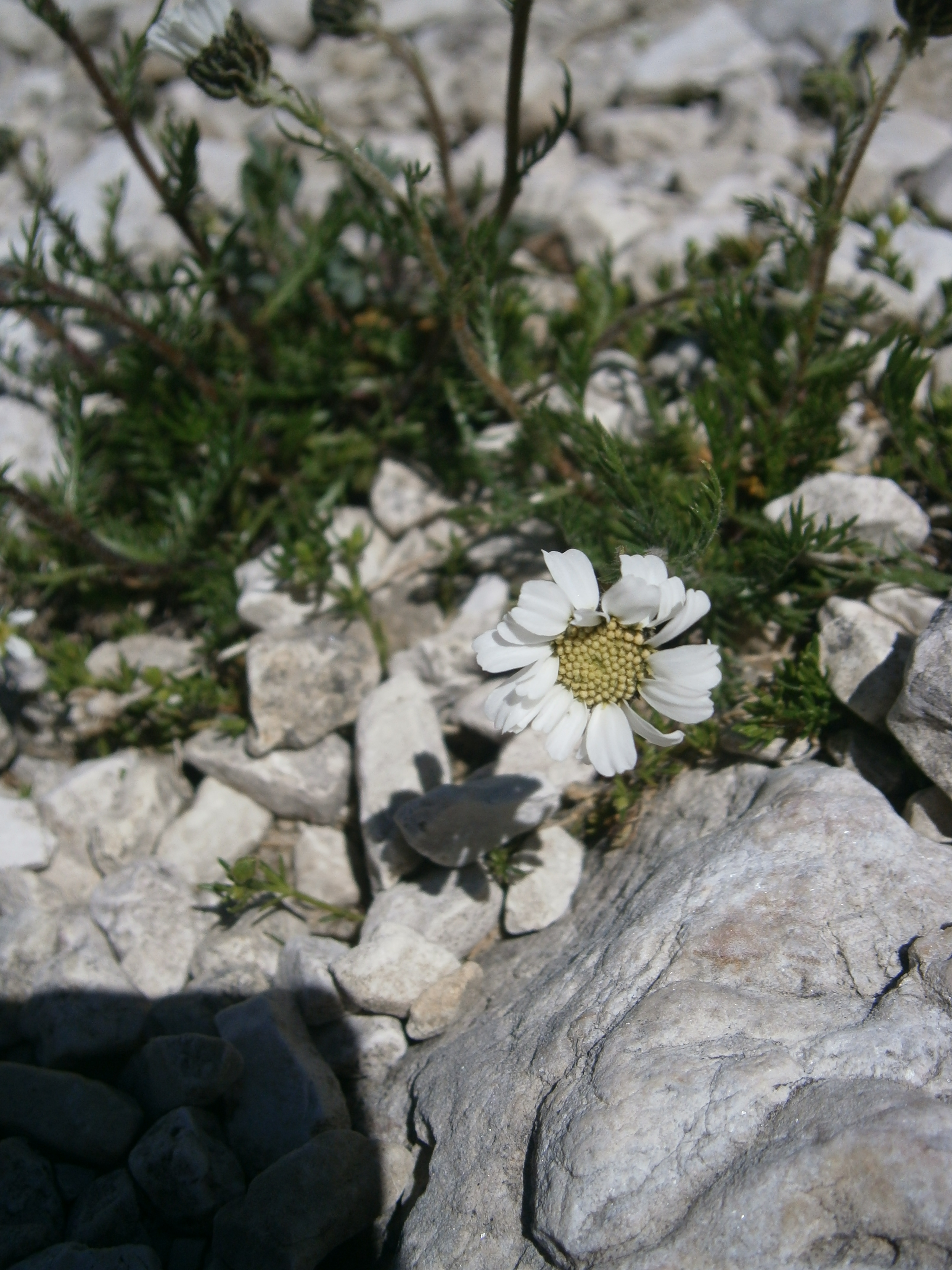
I fiori

Portamento. La specie di questa voce è una pianta erbecea perenne con indumento a peli basifissi sparsi di 0,8 – 1,2 mm. oppure sono subglabre. La forma biologica è emicriptofita scaposa (H scap), ossia in generale sono piante erbacee, a ciclo biologico perenne, con gemme svernanti al livello del suolo e protette dalla lettiera o dalla neve e sono dotate di un asse fiorale eretto e spesso privo di foglie.
Fusto. La parte ipogea è del tipo a rizoma; mentre la parte epigea è eretta, semplice o ramificata, striata con peli sparsi; alla base dei fusti sono presenti delle guaine rossastre. Altezza: da 12 a 25 cm.
Foglie.  La lamina delle foglie è del tipo composto a contorno lanceolato; le lacinie delle foglie basali maggiori sono intere oppure terminano con 1-3 punte. Lunghezza delle foglie basali maggiori: 7 – 12 cm. Dimensione delle lacinie (o segmenti) del primo ordine: larghezza 0,4 – 0,9; lunghezza 6 – 11 mm. La distanza tra un segmento laterale e l'altro è di 5 – 10 mm. Le foglie cauline sono più brevi: 2 – 4 cm.
Infiorescenza. Le sinflorescenze sono formate da capolini calatidi dal diametro di pochi millimetri raccolti in modo corimboso molto denso; raramente sono solitari. Le infiorescenze vere e proprie sono composte da un capolino terminale peduncolato di tipo radiato. Il peduncolo del capolino è circondato da numerose brattee. I capolini sono formati da un involucro, con forme emisferiche, composto da diverse brattee, al cui interno un ricettacolo fa da base ai fiori di due tipi: fiori del raggio e fiori del disco. Le brattee, con forme da oblunghe, ovate a oblanceolate o lanceolate con nervature centrali evidenti e a consistenza erbacea (scariose scure ai margini), sono disposte in modo più o meno embricato su più serie (da 2 a 3). Il ricettacolo è piatto o da emisferico a conico, ed è provvisto di pagliette trasparenti a protezione della base dei fiori. Diametro del capolino: 2 - 3 cm. Diametro dell'involucro: 8 mm.
Fiori.  I fiori sono tetra-ciclici (formati cioè da 4 verticilli: calice – corolla – androceo – gineceo) e pentameri (calice e corolla formati da 5 elementi). Si distinguono in:
- fiori del raggio (esterni): da 13 a 18 per capolino, sono femminili, fertili e sono disposti su una serie; la forma è ligulata (zigomorfa); a volte possono mancare o essere sterili;
- fiori del disco (centrali): sono più numerosi con forme brevemente tubulose (attinomorfe); sono ermafroditi e fertili.

- Formula fiorale:

*/x K {\displaystyle \infty }, [C (5), A (5)], G 2 (infero), achenio
- Calice: i sepali del calice sono ridotti ad una coroncina di squame.

- Corolla:

- fiori del raggio: la forma della corolla alla base è piatta/tubulosa, mentre all'apice è ligulata; la ligula, riflessa e lunga 5 - 8 mm, può terminare con 3 - 5 denti; il colore è bianco;
- fiori del disco: la forma della corolla è tubulare bruscamente divaricata in 5 lobi ed è lievemente zigomorfa in quanto due lobi sono più larghi degli altri; i lobi, patenti o eretti, hanno una forma obovata 1,5 volte più lunghi che larghi; gli stimmi sono gialli; il colore è bianco-cinerino.

- Androceo: l'androceo è formato da 5 stami (alternati ai lobi della corolla) sorretti da filamenti generalmente liberi con un collare a forma di balaustra; gli stami sono connati e formano un manicotto circondante lo stilo. Le antere possono essere sia di tipo basifissa che medifissa (ossia attaccate al filamento per la base – nel primo caso; oppure in un punto intermedio – nel secondo caso).[15] Questa caratteristica ha valore tassonomico in quanto distingue i generi gli uni dagli altri. Il tessuto endoteciale (rivestimento interno dell'antera) non è polarizzato. Il polline è sferico con un diametro medio di circa 25 micron;  è tricolporato (con tre aperture sia di tipo a fessura che tipo isodiametrica o poro) ed è echinato (con punte sporgenti).

- Gineceo: l'ovario è infero uniloculare formato da 2 carpelli. Lo stilo (il recettore del polline) è profondamente bifido (con due stigmi divergenti) e con le linee stigmatiche marginali separate o contigue. I due bracci dello stilo hanno una forma troncata e possono essere papillosi o ricoperti da ciuffi di peli.

- Antesi: da luglio ad agosto.

Frutti. I frutti sono degli acheni privi di pappo. La forma è obovoide dorsoventralmente compressa quasi appiattita con 2 coste laterali e raramente con una addizionale costa adassiale. L'apice è arrotondato. Il pericarpo può possedere alcune cellule mucillaginifere con o senza sacche longitudinali di resina.

## Biologia
Impollinazione: tramite insetti (impollinazione entomogama tramite farfalle diurne e notturne).

Riproduzione: la fecondazione avviene fondamentalmente tramite l'impollinazione dei fiori.

Dispersione: i semi cadono a terra e vengono dispersi soprattutto da insetti come formiche (disseminazione mirmecoria). Un altro tipo di dispersione è zoocoria: gli uncini delle brattee dell'involucro (se presenti) si agganciano ai peli degli animali di passaggio che portano così i semi anche su lunghe distanze. Inoltre per merito del pappo (se presente) il vento può trasportare i semi anche per alcuni chilometri (disseminazione anemocora).

## Distribuzione e habitat

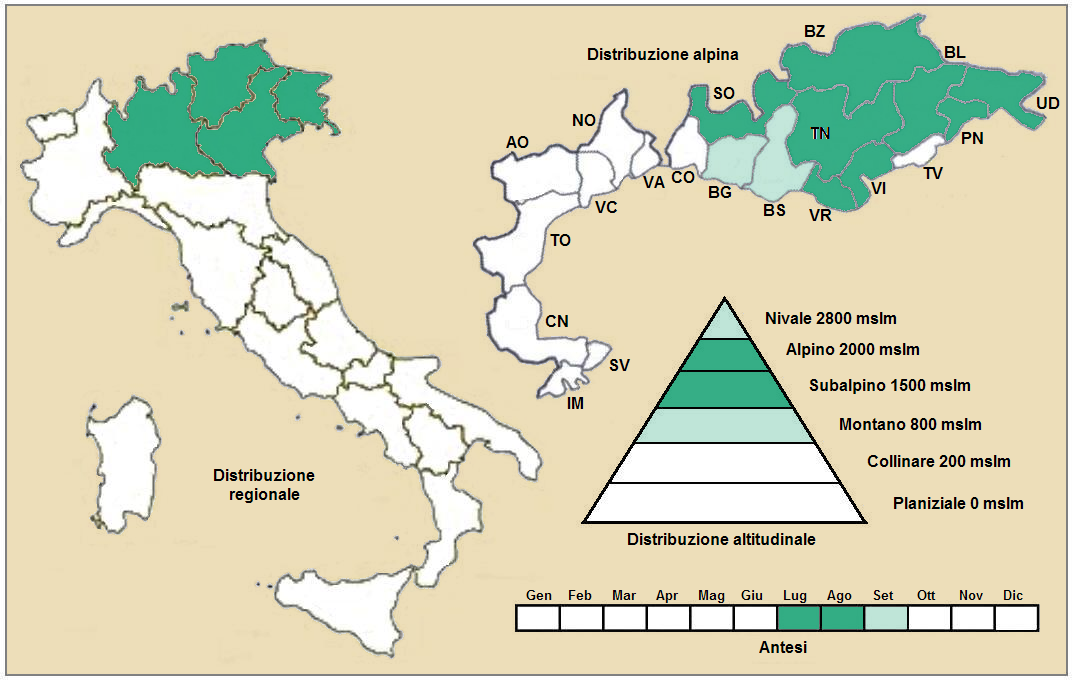
Distribuzione della specie
(Distribuzione regionale – Distribuzione alpina)

Geoelemento: il tipo corologico (area di origine) è  Endemico – Sud Alpico.
Distribuzione: in Italia è presente solamente sui rilevi orientali delle Alpi, ma è considerata specie abbastanza comune. Oltreconfine, sempre nelle Alpi, si trova anche in Austria (Länder del Tirolo Orientale e Carinzia). Altrove si trova in Romania e Ucraina.
Habitat: l'habitat tipico per questa pianta sono i macereti, i ghiaioni alpini umidi e lungamente innevati. Il substrato preferito è calcareo con pH basico, bassi valori nutrizionali del terreno che deve essere mediamente umido.
Distribuzione altitudinale: sui rilievi alpini queste piante si possono trovare da 1300 a 2500 m s.l.m.; frequentano quindi i seguenti piani vegetazionali: montano, subalpino, alpino e in parte nivale. 

## Fitosociologia

### Areale alpino
Dal punto di vista fitosociologico alpino la specie di questa voce appartiene alla seguente comunità vegetale:
Formazione: delle comunità delle fessure, delle rupi e dei ghiaioni
Classe: Thlaspietalia rotundifolii

### Areale italiano
Per l'areale completo italiano la specie di questa voce appartiene alla seguente comunità vegetale:
Macrotipologia: vegetazione sopraforestale criofila e dei suoli crioturbati.
Classe: Festuco-Seslerietea Barbéro-Bonin, 1969
Ordine: Seslerietalia caeruleae Br.-Bl. in Br.-Bl. & Jenny, 1926
Alleanza: Caricion austroalpinae Sutter, 1962
Descrizione. L'alleanza Caricion austroalpinae è relativa alle praterie primarie delle porzioni meridionali delle Alpi centro-orientali. Queste cenosi si sviluppano su versanti relativamente acclivi, con esposizioni relativamente fresche, su suoli a matrice prevalentemente calcarea. L'alleanza è endemica delle Alpi sud-orientali.
Specie presenti nell'associazione:  Carex sempervirens, Sesleria albicans, Sesleria caerulea, Achillea oxyloba, Allium ochroleucum, Artemisia nitida, Asperula aristata, Festuca alpestris, Festuca calva, Koeleria eriostachya, Laserpitium peucedanoides, Leucanthemum heterophyllum, Trifolium noricum, Horminum pyrenaicum, Helictotrichon parlatorei, Bupleurum ranunculoides, Ranunculus venetus, Pimpinella alpina, Jacobaea abrotanifolia, Crepis kerneri.

## Sistematica
La famiglia di appartenenza di questa voce (Asteraceae o Compositae, nomen conservandum) probabilmente originaria del Sud America, è la più numerosa del mondo vegetale, comprende oltre 23.000 specie distribuite su 1.535 generi, oppure 22.750 specie e 1.530 generi secondo altre fonti (una delle checklist più aggiornata elenca fino a 1.679 generi). La famiglia attualmente (2021) è divisa in 16 sottofamiglie; la sottofamiglia Asteroideae è una di queste e rappresenta l'evoluzione più recente di tutta la famiglia.

### Filogenesi
Il gruppo di questa voce è descritto nella tribù Anthemideae, una delle 21 tribù della sottofamiglia Asteroideae). In base alle ultime ricerche nella tribù sono stati individuati (provvisoriamente) 4 principali lignaggi (o cladi): "Southern hemisphere grade", "Asian-southern African grade", "Eurasian grade" e "Mediterranean clade". Il genere Achillea (insieme alla sottotribù Matricariinae) è incluso nel clade Eurasian grade.
Il genere Achillea contiene oltre un centinaio di specie per cui è stato suddiviso in 5 sezioni. La specie di questa voce fa parte della sezione Ptarmica (Mill.) W. Koch.
Nella "Flora d'Italia" le specie spontanee di Achillea sono suddivise in due sottogeneri, 7 sezioni e alcuni aggregati. Achillea oxyloba appartiene alla prima sezione caratterizzata da capolini radiati solitari (un solo capolino per ciascun fusto fiorifero). Achillea oxyloba è inoltre a capo dell'Aggregato di A. oxyloba comprendente anche la specie A. barrelieri tutte a capolino unico.
I caratteri distintivi della specie  Achillea oxyloba sono:
- le sinflorescenze sono formate da un solo capolino per ciascun fusto fiorifero;
- i fusti hanno dei peli sparsi di 0,8 – 1,2 mm.

Il numero cromosomico delle specie di questa voce è: 2n = 18.

### Variabilità
Per questa specie sono riconosciute le seguenti sottospecie:
- Achillea oxyloba subsp. oxyloba
- Achillea oxyloba subsp. schurii (Sch.Bip.) Heimerl, 1884 - Distribuzione: Romania e Ucraina.

### Sinonimi
Sono elencati alcuni sinonimi per questa entità:
- Achillea barrelieri subsp. oxyloba (DC.) F.Conti & Soldano
- Anthemis alpina L.
- Ptarmica oxyloba DC.